# Taishan
Taishan (chiń. 台山; pinyin Táishān) – miasto na prawach powiatu w południowych Chinach, w prowincji Guangdong, w prefekturze miejskiej Jiangmen, na zachód od delty Rzeki Perłowej. W 2000 roku liczba mieszkańców miasta wynosiła 948 716. Ośrodek przemysłu maszynowego, elektrotechnicznego, włókienniczego, spożywczego, chemicznego i ceramicznego.

## Historia
W 1499 roku utworzono na terenie dzisiejszego miasta powiat Xinning (新寧縣). W 1914 roku przemianowano powiat na Taishan, a 17 kwietnia 1992 roku podniesiono go do rangi miasta na prawach powiatu.